# Episodi di Happy Endings (seconda stagione)
La seconda stagione della serie televisiva Happy Endings è stata trasmessa in prima visione negli Stati Uniti da ABC dal 28 settembre 2011 al 4 aprile 2012.
Il 3 novembre 2011 la ABC, produttrice della serie, aveva ordinato una seconda stagione completa di 22 episodi; successivamente l'iniziale 21º episodio, Il torneo di kickball, non venne programmato negli Stati Uniti, in modo da accorciare la durata della stagione e lasciare così spazio l'11 aprile 2012 alla première di Non fidarti della str**** dell'interno 23. L'episodio Quattro matrimoni e un funerale (meno tre matrimoni e un funerale) (inizialmente programmato come 22º episodio della stagione) divenne così il 21º e ultimo. L'episodio Il torneo di kickball rimase invece inizialmente inedito in patria, venendo trasmesso in prima visione assoluta nel Regno Unito da E4 il 17 maggio 2012 come finale di stagione (non rispettando la continuity  di Happy Endings). In seguito la ABC decise di recuperare questo episodio, e di accorparlo ai nuovi della terza stagione.
In Italia la stagione è stata trasmessa in prima visione satellitare da Fox dal 5 aprile al 23 agosto 2012; l'episodio Amici, animali e appartamenti era già stato erroneamente trasmesso il 2 febbraio 2012 all'interno della programmazione della prima stagione.
| nº | Titolo originale                                                   | Titolo italiano                                                    | Prima TV originale | Prima TV Italia |
| -- | ------------------------------------------------------------------ | ------------------------------------------------------------------ | ------------------ | --------------- |
| 1  | Blax, Snake, Home                                                  | Amici, animali e appartamenti                                      | 28 settembre 2011  | 5 aprile 2012   |
| 2  | Baby Steps                                                         | Mamma o non mamma?                                                 | 5 ottobre 2011     | 12 aprile 2012  |
| 3  | Yesandwitch                                                        | Positività                                                         | 12 ottobre 2011    | 19 aprile 2012  |
| 4  | Secrets and Limos                                                  | La lavagna dei desideri                                            | 19 ottobre 2011    | 26 aprile 2012  |
| 5  | Spooky Endings                                                     | Dolcetto o scherzetto?                                             | 26 ottobre 2011    | 3 maggio 2012   |
| 6  | Lying Around                                                       | Panini e bugie                                                     | 2 novembre 2011    | 10 maggio 2012  |
| 7  | The Code War                                                       | Il codice delle ex                                                 | 16 novembre 2011   | 17 maggio 2012  |
| 8  | Full Court Dress                                                   | Un vestito per Jane                                                | 23 novembre 2011   | 24 maggio 2012  |
| 9  | Grinches Be Crazy                                                  | Max e lo spirito natalizio                                         | 7 dicembre 2011    | 31 maggio 2012  |
| 10 | The Shrink, the Dare, Her Date and Her Brother                     | Analisti, maglioni e commedie romantiche                           | 4 gennaio 2012     | 7 giugno 2012   |
| 11 | Meet The Parrots                                                   | La fidanzata di papà                                               | 11 gennaio 2012    | 14 giugno 2012  |
| 12 | Makin' Changes!                                                    | Cambiamenti                                                        | 18 gennaio 2012    | 21 giugno 2012  |
| 13 | The St. Valentine's Day Maxssacre                                  | Il Max-sacro del giorno di San Valentino                           | 8 febbraio 2012    | 28 giugno 2012  |
| 14 | Everybody Loves Grant                                              | Tutti amano Grant                                                  | 15 febbraio 2012   | 5 luglio 2012   |
| 15 | The Butterfly Effect Effect                                        | La lite di primavera                                               | 22 febbraio 2012   | 12 luglio 2012  |
| 16 | Cocktails & Dreams                                                 | Cocktail e sogni                                                   | 29 febbraio 2012   | 19 luglio 2012  |
| 17 | The Kerkovich Way                                                  | Il metodo Kerkovich                                                | 7 marzo 2012       | 26 luglio 2012  |
| 18 | Party of Six                                                       | La maledizione del compleanno                                      | 14 marzo 2012      | 2 agosto 2012   |
| 19 | You Snooze, You Bruise                                             | Fitness e sonnellini                                               | 21 marzo 2012      | 9 agosto 2012   |
| 20 | Big White Lies                                                     | Le bugie hanno le gambe corte                                      | 28 marzo 2012      | 16 agosto 2012  |
| 21 | Four Weddings and a Funeral (Minus Three Weddings and One Funeral) | Quattro matrimoni e un funerale (meno tre matrimoni e un funerale) | 4 aprile 2012      | 23 agosto 2012  |

## Amici, animali e appartamenti
- Titolo originale: Blax, Snake, Home
- Diretto da: Anthony Russo
- Scritto da: Josh Bycel

### Trama
Dopo un anno dal mancato matrimonio tra Dave e Alex, i due ex decidono di lasciarsi alle spalle i vecchi rancori, cominciando a essere onesti l'uno verso l'altra. Intanto Penny vuol dare una svolta alla sua vita e va a vivere in un nuovo appartamento, che però pare essere infestato da una sorta di "maledizione della zitella". Max cerca invece di scoprire perché Brad, negli ultimi tempi, non voglia più uscire a far baldoria con lui.
- Ascolti USA:[5] telespettatori 7.250.000 – share (18-49 anni) 8% – rating (18-49 anni) 3,1

## Mamma o non mamma?
- Titolo originale: Baby Steps
- Diretto da: Tristram Shapeero
- Scritto da: Gail Lerner

### Trama
Dopo che Alex e Penny fanno casualmente la conoscenza di un gruppo di adolescenti, la boutique della ragazza diventa il loro nuovo luogo di ritrovo. Nel frattempo Jane, che undici anni prima aveva donato il suo ovulo, si mette alla ricerca della sua presunta figlia, mentre Max inizia a lavorare nel furgone di cibo da strada di Dave.
- Ascolti USA:[6] telespettatori 6.700.000 – share (18-49 anni) 7% – rating (18-49 anni) 2,8

## Positività
- Titolo originale: Yesandwitch
- Diretto da: Joe Russo
- Scritto da: Leila Strachan

### Trama
La madre di Penny arriva a Chicago per tenere una esibizione canora; tuttavia, la ragazza intuisce che l'atteggiamento positivo e gioioso del genitore nasconde in realtà un risvolto negativo. Max, con l'aiuto di Brad e Jane, intraprende invece un nuovo lavoro come autista di limousine. Da par loro, Dave scopre di avere delle lontane discendenze Navajo, mentre Alex finisce in breve ossessionata da un curioso gadget ginnico.
- Ascolti USA:[7] telespettatori 7.290.000 – share (18-49 anni) 8% – rating (18-49 anni) 3,2

## La lavagna dei desideri
- Titolo originale: Secrets and Limos
- Diretto da: Anthony Russo
- Scritto da: Hilary Winston

### Trama
Jane convince Penny a realizzare una "lavagna dei desideri", una mappa mentale per fare in modo che questi si realizzino, ma le cose non vanno come previsto. Nel mentre, Brad è a disagio per il fatto di non essere simpatico al suo capo, fin quando Max non viene casualmente in suo aiuto. Dave cerca invece di tenere nascosta al gruppo la sua nuova ragazza, ma non riesce a farla ad Alex.
- Guest star: Noureen DeWulf (Molly)
- Ascolti USA:[8] telespettatori 6.810.000 – share (18-49 anni) 7% – rating (18-49 anni) 3,0

## Dolcetto o scherzetto?
- Titolo originale: Spooky Endings
- Diretto da: Fred Savage
- Scritto da: Daniel Libman, Matthew Libman

### Trama
La notte di Halloween, Penny, Max, Dave e Alex partecipano a una festa in maschera indossando i loro costumi preferiti, che però non generano l'effetto sperato sugli altri. Brad e Jane passano invece la serata nella casa di alcuni amici in periferia, cadendo presto in ostaggio di una banda di adolescenti a caccia di dolci.
- Ascolti USA:[9] telespettatori 8.330.000 – share (18-49 anni) 9% – rating (18-49 anni) 3,5

## Panini e bugie
- Titolo originale: Lying Around
- Diretto da: Fred Savage
- Scritto da: Prentice Penny

### Trama
Quando Brad viene a sapere che una vecchia amica di Jane soggiornerà a casa loro per qualche giorno, il ragazzo mente alla moglie inventandosi una trasferta di lavoro, in modo da spassarsela da solo in albergo. Nel frattempo, Penny è infastidita del fatto che Alex abbia iniziato a frequentare un suo ex ragazzo, mentre Max aiuta Dave a girare uno spot pubblicitario per promuovere la sua attività culinaria.
- Guest star: Josh Casaubon (Liam)
- Ascolti USA:[10] telespettatori 7.620.000 – share (18-49 anni) 8% – rating (18-49 anni) 3,4

## Il codice delle ex
- Titolo originale: The Code War
- Diretto da: Rob Greenberg
- Scritto da: Josh Bycel

### Trama
Angie, l'ultima ragazza di Max prima che quest'ultimo scoprisse di essere gay, è tornata in città, e il fatto scatena in Penny, a sua volta una delle sue ex, una inaspettata gelosia; in questo contesto, anche Alex comincia a sviluppare una strana cotta per l'amico. Quando poi la stessa Angie inizia a frequentare Dave, è a sua volta Max ad arrabbiarsi profondamente col coinquilino. Al di fuori di ciò, Jane scopre che Brad ha una "moglie da lavoro", una collega da cui si lascia corteggiare, e volendo rendergli pan per focaccia tenta a sua volta di crearsi un "marito da ufficio".
- Guest star: Riki Lindhome (Angie), Hayes MacArthur (Steven)
- Ascolti USA:[11] telespettatori 6.940.000 – share (18-49 anni) 8% – rating (18-49 anni) 3,2

## Un vestito per Jane
- Titolo originale: Full Court Dress
- Diretto da: Victor Nelli, Jr.
- Scritto da: Sierra Teller Ornelas

### Trama
Jane rimane delusa quando scopre che Alex, cui aveva chiesto di realizzarle un abito da sera originale da indossare durante un'importante cena di beneficenza, si è in realtà limitata a copiare un modello già esistente, senza peraltro dirle nulla. Penny aiuta invece Max a fare da babysitter ai suoi nipoti, mentre Dave e Brad cercano invano di far amicizia col loro strambo postino.
- Guest star: Rob Riggle (Drew)
- Ascolti USA:[12] telespettatori 7.110.000 – share (18-49 anni) 7% – rating (18-49 anni) 2,6

## Max e lo spirito natalizio
- Titolo originale: Grinches Be Crazy
- Diretto da: Jeff Melman
- Scritto da: Hilary Winston

### Trama
Durante le festività natalizie, Max accetta di interpretare Babbo Natale per un evento benefico organizzato da Penny. Brad e Jane si rendono invece conto di aver dato per errore una sostanziosa gratifica di fine anno alla domestica, denaro in realtà destinato alla loro vacanza di Capodanno, e cercano così di riavere indietro quei soldi. Dave, infine, decide d'incassare in una volta sola tutti i "buoni casalinghi", corrispondenti a vari favori, che Alex le aveva donato in occasione dei Natali precedenti.
- Guest star: Jamie Denbo (Gita)
- Ascolti USA:[13] telespettatori 6.380.000 – share (18-49 anni) 7% – rating (18-49 anni) 2,8

## Analisti, maglioni e commedie romantiche
- Titolo originale: The Shrink, the Dare, Her Date and Her Brother
- Diretto da: Jeff Melman
- Scritto da: Gail Lerner

### Trama
Dave reagisce stranamente quando Penny inizia a uscire col suo terapeuta. Jane e Max, intanto, lottano strenuamente per il possesso di un maglione conteso, mentre Brad e Alex, che non hanno mai davvero legato al di fuori del loro gruppo, trovano un inaspettato punto d'incontro nella comune passione per le commedie romantiche.
- Guest star: Ken Marino (Richard Rickman)
- Ascolti USA:[14] telespettatori 7.480.000 – share (18-49 anni) 8% – rating (18-49 anni) 3,2

## La fidanzata di papà
- Titolo originale: Meet The Parrots
- Diretto da: Jay Chandrasekhar
- Scritto da: Prentice Penny

### Trama
Il papà di Dave arriva a Chicago per presentare a tutti la sua nuova compagna, che si rivela essere la madre di Penny: la ragazza si dimostra entusiasta della sorpresa, mentre l'amico reagisce alla novità in maniera a dir poco infantile. Da par suo Alex, la quale patisce oltremodo la solitudine durante le ore trascorse nella sua boutique, dapprima acquista un pappagallo, Tyler, che ha però il difetto di adottare un turpiloquio decisamente razzista e omofobo, e successivamente convince Max e Brad a indagare sul ristorante cinese dall'altra parte della strada, a suo dire una copertura per un bordello.
- Ascolti USA:[15] telespettatori 6.680.000 – share (18-49 anni) 8% – rating (18-49 anni) 3,0

## Cambiamenti
- Titolo originale: Makin' Changes!
- Diretto da: Michael Patrick Jann
- Scritto da: Gil Ozeri, Jackie Clarke

### Trama
Jane convince Penny a smetterla di cambiare il suo modo di essere in funzione del ragazzo di turno, e diventare invece lei quella che assume il comando in una coppia. Nel frattempo Max, dopo aver origliato Jane e Penny discutere su come a suo tempo cambiarono lo stile dell'amico, da una parte inizia a vestirsi come ai tempi del college, mentre dall'altra, assieme ad Alex, cerca di porre fine all'ossesione di Dave per le magliette con lo scollo a V.
- Guest star: Ryan Hansen (Jeff)
- Ascolti USA:[16] telespettatori 6.050.000 – share (18-49 anni) 7% – rating (18-49 anni) 2,9

## Il Max-sacro del giorno di San Valentino
- Titolo originale: The St. Valentine's Day Maxssacre
- Diretto da: Joe Russo
- Scritto da: Daniel Libman, Matthew Libman

### Trama
Gli amici si preparano a trascorrere la festa di San Valentino. Ognuno di loro nutre diverse aspettative su questa serata, che rischiano però d'infrangersi: Penny e Dave temono che i loro rispettivi partner vogliano scaricarli, e cercano di prevenire la cosa; Alex, reputandosi una moderna Cupido, va in cerca delle migliori feste a tema in giro per la città; la serata romantica di Jane viene invece rovinata da un inconveniente capitato a Brad dal dentista; non va meglio a Max il quale durante il suo lavoro di autista si ritrova a scarrozzare il suo mai dimenticato ex ragazzo, Grant, assieme al nuovo compagno.
- Ascolti USA:[17] telespettatori 6.700.000 – share (18-49 anni) 7% – rating (18-49 anni) 2,9

## Tutti amano Grant
- Titolo originale: Everybody Loves Grant
- Diretto da: Kyle Newacheck
- Scritto da: Leila Strachan

### Trama
Quanto tutta la banda di amici, a eccezione di Dave, si rivela entusiasta di Grant, Max inizia a domandarsi se sia davvero il ragazzo giusto per lui. Nel frattempo, proprio Dave cerca di mostrarsi più interessante di Grant, mentre Penny vuole che lei e il suo nuovo fidanzato siano visti dal gruppo come una coppia perfetta.
- Guest star: David Clayton Rogers (Sean)
- Ascolti USA:[18] telespettatori 5.440.000 – share (18-49 anni) 6% – rating (18-49 anni) 2,4

## La lite di primavera
- Titolo originale: The Butterfly Effect Effect
- Diretto da: Victor Nelli, Jr.
- Scritto da: Jonathan Groff, Sierra Teller Ornelas

### Trama
Tutti gli amici capiscono che è finalmente arrivata la nuova stagione, quando ha inizio l'ormai tradizionale "guerra di primavera" tra Brad e Jane. In tutto ciò, Max si dimostra più pigro del solito, comportandosi quasi come un orso che cerca di uscire dal letargo.
- Ascolti USA:[19] telespettatori 5.450.000 – share (18-49 anni) 6% – rating (18-49 anni) 2,4

## Cocktail e sogni
- Titolo originale: Cocktails & Dreams
- Diretto da: Rob Greenberg
- Scritto da: David Caspe, Matthew Libman, Daniel Libman

### Trama
Dave ottiene la licenza per vendere bevande alcoliche a bordo del suo furgone: il ragazzo inventa quindi un nuovo cocktail che riscontra grande successo tra i clienti, ma che, nei suoi amici, genera l'indesiderato effetto di sogni a sfondo erotico sull'amico; assieme a Jane, Brad e Penny, anche l'ex ragazza Alex cade vittima di ciò.
- Guest star: Colin Hanks (se stesso)
- Ascolti USA:[20] telespettatori 5.940.000 – share (18-49 anni) 7% – rating (18-49 anni) 2,7

## Il metodo Kerkovich
- Titolo originale: The Kerkovich Way
- Diretto da: Steven Sprung
- Scritto da: Todd Linden

### Trama
Alex, presa dal panico dopo essere finita a letto col suo ex Dave, chiede aiuto alla sorella Jane, la quale si adopera per convincere il ragazzo che, tutto quanto avvenuto la sera precedente, non sia in realtà mai accaduto. Nel frattempo, Penny e Max cercano di vincere l'annuale caccia al tesoro organizzata dal pub frequentato abitualmente, dopo che i due sono sempre usciti sconfitti dalle edizioni precedenti.
- Guest star: Morgan Walsh, Brice Williams
- Ascolti USA:[21] telespettatori 4.490.000 – share (18-49 anni) 5% – rating (18-49 anni) 2,0

## La maledizione del compleanno
- Titolo originale: Party of Six
- Diretto da: Fred Goss
- Scritto da: Lon Zimmet, Dan Rubin

### Trama
Dopo anni di eventi sfortunati verificatisi puntualmente nel giorno del compleanno di Penny, il gruppo di amici incomincia a credere che tale data sia, in qualche modo, maledetta.
- Ascolti USA:[22] telespettatori 5.270.000 – share (18-49 anni) 6% – rating (18-49 anni) 2,4

## Fitness e sonnellini
- Titolo originale: You Snooze, You Bruise
- Diretto da: Jay Chandrasekhar
- Scritto da: Leila Strachan

### Trama
Dave si ritrova a fare i conti in palestra con un bullo, ed è costretto a chiedere consigli sul da farsi ad Alex, a sua volta in passato una arrogante e violenta ragazza. Brad e Jane sono invece alle prese con le rimostranze degli altri inquilini del loro palazzo, che sono ormai stanchi del ruolo della donna come amministratrice dello stabile; in aiuto dell'amica arriva, inconsapevolmente, Penny.
- Guest star: Bobby Moynihan (Corey)
- Ascolti USA:[23] telespettatori 4.100.000 – share (18-49 anni) 5% – rating (18-49 anni) 1,8

## Le bugie hanno le gambe corte
- Titolo originale: Big White Lies
- Diretto da: Gail Mancuso
- Scritto da: Gail Lerner

### Trama
Dopo aver dato inizio a una serie di bugie per cercare di togliersi dai piedi l'irritante amica d'infanzia Daphne, Penny perde il controllo della situazione e, assieme a tutta la compagnia, finisce per rimanere invischiata in una sempre più grande spirale di falsità. Allo stesso tempo, Max e Dave cercano di sfruttare la cotta del loro padrone di casa per Alex, in modo da fargli effettuare alcune riparazioni nel loro appartamento.
- Guest star: Ben Falcone (Darren)
- Ascolti USA:[24] telespettatori 4.130.000 – share (18-49 anni) 5% – rating (18-49 anni) 1,9

## Quattro matrimoni e un funerale (meno tre matrimoni e un funerale)
- Titolo originale: Four Weddings and a Funeral (Minus Three Weddings and One Funeral)
- Diretto da: Rob Greenberg
- Scritto da: Leila Strachan, Josh Bycel

### Trama
Tutti gli amici sono invitati al matrimonio di Derrick. Durante la cerimonia, si snodano varie vicende fin lì tenute nascoste: Brad non sa come confessare a Jane che ha perso il lavoro, mentre da par suo la donna si adopera per risparmiare il più possibile sui costi del banchetto nuziale. Nel frattempo, Max è indeciso se tornare a esibirsi come cantante assieme alla sua vecchia tribute band di Madonna, e Penny è triste e sconsolata perché nessuno l'ha accompagnata al ricevimento.
- Guest star: Nate Smith (Eric)
- Ascolti USA:[25] telespettatori 3.670.000 – share (18-49 anni) 4% – rating (18-49 anni) 1,7